# منيجه دولت
منيجه دولت (Манижа Давлат)/ ولدت في ديسمبر 31 1982) هي مغنية بوب طاجيكية مشهورة طاجيكستان و مشهورة أيضا في إيران وأفغانستان وغيرها البلدان المجاورة. وتغني موسيقى بوب فارسية. منيجه تغني باللهجة الطاجيكية وهي لهجة من لهجات اللغة الفارسية الحديثة. تقيم منيجه دولت حفلات موسيقية في طاجيكستان باستمرار .

## وصلات خارجية
- سيرة ذاتية قصيرة لها على يوتيوب
- & البحث = البحث بعض لها فيديو كليب تيوب
- مانجة في الحفل ليلى فوروهار في دوشانبي، طاجيكستان على يوتيوب